# Europäische Agentur für den Wiederaufbau
Die Europäische Agentur für Wiederaufbau (EAR, offiziell European Agency for Reconstruction) war, in der Zeit von 2000 bis 2008, eine Agentur der Europäischen Union. Ihre Zentrale befand sich in Thessaloníki in Griechenland, Operationsbasen befanden sich in Belgrad (Serbien), Podgorica (Montenegro), Priština (Kosovo) und Skopje (Mazedonien).
Die Aufgaben der Behörde umfassten das Management der Programme der EU vor Ort beim Wiederaufbau der durch den Krieg in den 1990ern zerstörten Gebiete am Balkan. Das jährlich von der EU investierte Budget in der Region für den Wiederaufbau betrug 2,3 Milliarden Euro.
Als eigenständige Agentur war sie dem Europäischen Parlament, Vertretern der Mitgliedstaaten der Europäischen Union und der Europäischen Kommission verantwortlich.

## Ende des Mandats der EAR
Die EAR hat ihre Arbeit zum Ende des Jahres 2008 eingestellt, nachdem ihr Mandat nochmals bis 31. Dezember 2008 verlängert worden war (Verordnung (EG) Nr. 1756/2006 des Rates vom 28. November 2006 zur Änderung der Verordnung (EG) Nr. 2667/2000 über die Europäische Agentur für Wiederaufbau (PDF)).

## Ziele
Sie sollte die vier Staaten bei folgenden Zielen unterstützen:
- Good Governance Aufbau von staatlichen Institutionen, Rechtsstaatlichkeit, Verantwortungsbewusste Staatsführung
- Entwicklung einer Marktwirtschaft, Investitionen in Infrastruktur und Umwelt
- Stärkung der Zivilgesellschaften

Während kurz nach dem Krieg der Fokus auf unmittelbaren materiellen Wiederaufbau der Region lagen, standen später die Stärkung staatlicher Institutionen auf lokaler und zentraler Ebene, Stärkung der Polizei und der Justiz, der Staatshaushalt und die öffentliche Versorgung im Vordergrund.
Die EAR sollte die Länder der Region stabilisieren und die Europäische Union heranführen.

## Serbien
Für Serbien stellt die EAR 1,1 Milliarden € zur Verfügung, von denen 86 % (2006) bereits verbraucht sind. Im Jahre 2005 stellte die Europäische Kommission 152 Millionen € für Serbien zur Verfügung. Im Jahre 2006 wird weiter daran gearbeitet die staatlichen Institutionen – von dem Justizwesen über die Medien und der lokalen Verwaltung bis zum Gesundheitssystem – zu stärken um Serbien zu einer Marktwirtschaft zu entwickeln die der Europäischen Union beitreten kann. Die Programme in den Jahren 2005 und 2006 konzentrieren sich auf langfristige Maßnahmen um besonders anfälligen Gruppen zu helfen, den Wettbewerb zu fördern, die Konsumenten zu schützen und eine wettbewerbsfähige Wirtschaft aufzubauen die ausländische Investoren anzieht.

### Konkrete Programme in Serbien
- Unterstützung der Verwaltungsreform: Unterstützung bei der Bildung eines Obersten Rechnungshofes,
- Unterstützung des privaten Sektors bei Investitionen und Wachstum: Unterstützung durch Weiterbildung der Angestellten und Hilfe bei Marketing im Ausland.
- Erleichterung von Hand und regionale Integration: Unterstützung von grenzüberschreitenden Einrichtungen wie die in Horgos an der ungarischen Grenze.
- Wiederherstellung der Verkehrsinfrastruktur: Wiederaufbau der Sloboda Brücke in Novi Sad (44 Millionen €)
- Weitere Verbesserungen im Energiesektor: Fertigstellung des A5 Kraftwerkes. Seit dem Jahre 2000 hat die Europäische Union 35 % der thermischen Kraftwerke in Serbien finanziert.

### Bisherige Aktivitäten der Europäischen Union

#### Jahr 2004
Die Priorität im Jahre 2004 lagen in der Stärkung der Partnerschaft zwischen der Europäischen Union und Serbien im Prozess der europäischen Integration. Das Programm war aber ebenso auf wirtschaftliche Entwicklung und Anziehung ausländischer Finanzinvestoren fokussiert. Das erste Mal wurde auch die Reintegration von Flüchtlingen in das Programm mitaufgenommen, ein Schlüsselpunkt für Serbien da es dort besonders viele entwurzelte Menschen gibt.

#### Jahr 2003
Im Jahre 2003 verschob sich das Gewicht auf die Sektoren öffentliche Finanzen, Justiz und Inneres. Auch wurde eine Reform zur Dezentralisierung der Verwaltung vorangetrieben. Ebenso weit oben auf der Liste stand die Unterstützung der europäischen Integration Serbiens. Die EAR unterstützte Serbien bei der Harmonisierung serbischer Institutionen und Regelungen auf europäische Standards.

#### Jahre 2001 und 2002
Im Jahre 2001 konzentrierte sich die EAR mehr auf Mittel- und Langfristige Investitionen in den Schlüsselsektoren Energie, Gesundheit, Landwirtschaft und Entwicklung der Privatwirtschaft.
Im Jahre 2002 erhöhte die Europäische Union ihre Hilfe für langfristige Entwicklungen der Wirtschaft in dem Good Governance gefördert wurde. 2002 startete die Union ein 170-Millionen-€-Programm, mit dem sie half die Infrastruktur wiederherzustellen und Klein- und Mittelbetriebe förderte, Reformen förderte, Medien zu unabhängiger Berichterstattung aufforderte und die Zivilgesellschaft förderte.

#### Jahr 2000
Die EAR ist in Serbien seit Dezember 2000 aktiv. Als erstes finanzierte die EAR ein Rettungsprogramm, das dem Land wieder auf die Beine helfen sollte. Nach zehn Jahren Sanktionen und dem Krieg 1999 war die Energie-Wirtschaft schwer beschädigt und der Lebensstandard der Serben war sehr nieder. Substanzielle Hilfe wurde für Stromimporte und dem kommunalen Heizungssystem gewährt, um die Serben warm über den Winter zu bringen. Weitere Maßnahmen waren die Verteilung von Medizin, Pflanzenöl und Zucker.

## Montenegro
In Montenegro stellt die EAR 121 Millionen € zur Verfügung, von denen 89 % bereits verwendet wurden.
Im Jahre 2006 stellte die Europäische Union 18 Millionen € zur Verfügung. Montenegro arbeitet bereits seit 1998 mit der EU im Rahmen des "Obnova Programms" zusammen.

### Jahr 2006
Im Jahre 2006 konzentriert sich die EAR auf die Reintegration von Flüchtlingen in Montenegro. Dieses Programm wird aber auch die Zivilgesellschaft in sozialen und wirtschaftlichen Reformen stärken, die Verwaltungskapazitäten erhöhen, die staatlichen Institutionen auf EUstandard bringen, eine attraktive Umgebung für ausländische Investoren schaffen und die Wirtschaft stärken.

### Jahr 2005
Im Jahre 2005 stand die Verbesserung der Effektivität der Regierung als Schlüsselpunkt im EAR Programm. Die Projekte konzentrierten sich auf die Ausweitung der administrativen Kapazitäten, der Entwicklung von Humankapital und der Förderung der Europäischen Integration.

#### Konkrete Maßnahmen im Jahre 2005
- Öffentliche Verwaltungsreform: Hilfe bei der Gesetzgebung um ein Karrieresystem für Öffentliche Leistung zu etablieren. Ebenso wurde bei der EU-Integration und in den internationalen wirtschaftlichen Beziehungen in den Bereichen Kommunikation und Entwicklung von EC Programmen geholfen.
- Justizwesen: Hilfe für das Justizausbildungszentrum unter der Aufsicht des Obersten Gerichtshofes um finanzielle und juristische Unabhängigkeit zu garantieren.
- Energie: Hilfe bei der Zerschlagung des Energiekonzerns EPCG und bei der Privatisierung des Energiesektors.
- Landwirtschaftliche Entwicklung: Hilfe bei der Entwicklung einer Strategie für die Landwirtschaft und die Fischerei.
- Flüchtlinge: Hilfe für das Kommissariat für Flüchtlinge um dem Kommissariat die Möglichkeit zu verschaffen sich um Flüchtlinge zu kümmern.
- Gleiche Rechte für Flüchtlinge: Unterstützung eines Gesetzes das die Rehabilitation und die Möglichkeit zu Arbeiten für Flüchtlinge vorsieht.

### Jahr 2004
Im Jahre 2004 wurde ein Programm gestartet, dass die Unterstützung Montenegros bei der Modernisierung vorsah. Die Fokussierung lag bei der Weiterbildung Staatsbediensteter und allgemeiner beruflicher Weiterbildung. Auch wurde versucht die montenegrinische Verwaltung auf EU-Niveau zu bringen.

### Jahre 2002 und 2003
Im Jahre 2003 war das Ziel des EAR-Programms die Stärkung der Zivilgesellschaft, indem die Menschen ermutigt wurden, sich mehr für die Interessen des Staates zu interessieren und die Aktivitäten der Regierung zu verfolgen. Außerdem wurde die Grenzverwaltung gestärkt und auf Umweltschutz geachtet.
Im Jahre 2002 finanzierte die EAR eine Studie über die Durchführbarkeit der Entwicklung der montenegrinischen Wirtschaft und beschaffte Montenegro Kredite von internationalen Finanzinstituten für Investitionen.

### Jahr 2001
Im März 2001 eröffnete die Europäische Union das Zentrum der EAR in Podgorica. Die EAR war die erste europäische Agentur in Montenegro. Die EAR übernahm Projekte die bisher unter der 1998 angelaufenen "Obnova Dach stattfanden. Diese Projekte konzentrierten sich auf Entwicklung auf kommunalebene, Transport und Infrastruktur, die Bildung von staatlichen Institutionen und berufliche Weiterbildung.

## Kosovo
Die EAR stellt im Kosovo insgesamt 1,1 Milliarden € für verschiedene Projekte zur Verfügung. 93 %, über einer Milliarde € wurden bereits verbraucht. Im Jahre 2005 stellte die Europäische Union 77 Millionen € zur Verfügung.

### Jahr 2006
Im Jahr 2006 berät die EAR weiterhin der Regierung bei der EU-Integration, einheitlicher Strategien und Politik. Außerdem fördert sie die wirtschaftliche Situation um Arbeitsplätze zu schaffen, zum Wohle aller Gruppen im Kosovo, inklusive der Serben. Die EAR versucht die Reintegration der Minderheiten voranzutreiben um eine multiethnische Gesellschaft im Kosovo zu schaffen.

### Jahr 2005
- Schaffung von Verwaltungskapazitäten: Unterstützung der kosovarischen Institutionen um technischen Fortschritt und Reformen zu ermöglichen.
- UN Normen für den Kosovo: Die EAR arbeitet weiterhin mit kommunalen Behörden und der Regierung zusammen um die Normen im Kosovo zu verbessern. Die EAR gibt dafür 160 Millionen € aus.
- Rückführung der Minderheiten: Hilfe bei der Rückkehr von 220 Serbischen und Roma Familien. Wiedererrichtung von deren Häusern und Infrastruktur.
- Zugang zum Justizwesen: Rund 31.000 Menschen half die EAR in zivil- und verwaltungsrechtlichen Fragen.
- Öffentlicher Haushalt: Hilfe für das Finanz- und Wirtschaftsministerium um das erste öffentliche Investmentprogramm zu schaffen das 1500 Projekte umfasst.
- Arbeitsplätze schaffen: Unterstützung der Wirtschaft durch Assistenz bei Expansion und Entwicklung privater Firmen.
- Energie: Assistenz für die Energiewirtschaft um in der Energiegemeinschaft Süd Ost Europa teilhaben zu können.

### Jahr 2004
Im Jahre 2004 war das Programm darauf fokussiert internationale Investitionen anzuziehen in dem Good Governance und Rechtssicherheit gewährleistet wurden. Weiterbildung und Ausbildung waren wichtige Komponenten des Programms in allen Sektoren der Wirtschaft.

### Jahr 2003
Im Jahre 2003 lagen die Prioritäten der EAR auf der Verwaltungsreform auf nationaler und lokaler Ebene wie auch die Stärkung von Polizei und Justiz. Wirtschaftliche Erholung und Bekämpfung der Arbeitslosigkeit waren weitere Schlüsselpunkte, zusammen mit den Fragen der Umwelt und der Unterstützung der Zivilgesellschaft.

### Jahre 2000 bis 2002
Anfang 2000 übernahm die EAR die Aufgaben der Task Force für den Wiederaufbau des Kosovo. Damals wurde in Priština das regionale Hauptquartier der EAR aufgeschlagen.
Die EAR fokussierte sich auf die Wiederherstellung der Infrastruktur wie Energie, Wohnungen, Transport und Wasserversorgung. Sie unterstützte ebenfalls private Unternehmen, die Landwirtschaft, das Gesundheitswesen und den Aufbau von staatlichen Institutionen.
Im Jahre 2002 verschob sich das Gewicht langsam Richtung Erweiterung von staatlichen Institutionen und Entwicklung der Marktwirtschaft. Die Wiederherstellung der Infrastruktur wurde fortgesetzt, allerdings auf geringerem Niveau.

## Mazedonien
In Mazedonien betreibt die EAR ein Programm in der Höhe von 293 Millionen Euro. 89 % sind bereits verbraucht. Im Jahr 2005 wurden insgesamt 31 Millionen € zur Verfügung gestellt. Außerdem verwaltet die EAR weiter 150 Millionen € die die Europäische Union vor 2001 zur Verfügung gestellt hat.

### Jahr 2006
Im Jahre 2006 hilft die EAR der mazedonischen Regierung weiterhin bei der Umsetzung von politischen und ökonomischen Reformen. Ein Schlüsselprozess ist der Dezentralisierungsprozess und im Zuge dessen die EAR den lokalen Behörden hilft ihre neuen Verantwortung wahrzunehmen. Ein weiteres Ziel ist die Erhöhung des Minderheitenanteils in öffentlichen Einrichtungen wie zum Beispiel der Polizei.
Andere Projekte konzentrieren sich darauf Klein- und Mittelbetriebe zu stärken um so neue Arbeitsplätze zu schaffen. Ebenso wird ein großes Augenmerk auf die berufliche Ausbildung, die Justizreform und die Stärkung der Zivilgesellschaft gelegt.

### Jahr 2005
Projekte die im Jahre 2005 durchgeführt wurden:
- Dezentralisierung: Entscheidende Hilfe wurde bei der Umformung von einem zentralistischen in ein dezentrales System geleistet. Die regionale Verwaltung wurde gestärkt in dem ihr Gesetzgebende Macht gegeben wurde. Es wurden ebenso 41 regionale Infrastrukturprojekte ins Leben gerufen. Außerdem wurde ein 500 000 € Gemeindepreis ausgeschrieben, den drei Gemeinden gewannen die den besten Plan für eine langfristige Verbesserung der Lebensumstände in der Gemeinde vorweisen konnten.
- Ökonomische Reform: Bei der Gründung einer Agentur für Unternehmensunterstützung wurde assistiert.
- Polizeireformen: Es wurde gemeinsam mit der MoI eine Polizei-Reform-Strategie entworfen. Auch wurde bei der Gründung der neuen Polizeiakademie assistiert.
- Justizwesen: Hilfe bei der Gründung des Ausbildungsinstitutes für Richter und Staatsanwälte und Etablierung eines Informationssystems für alle 28 Gerichtshöfe, um die noch nicht bearbeiteten Fälle zu reduzieren.
- Arbeitsplätze: Hilfe bei der Entwicklung und Realisierung eines Nationalen Aktionsplanes, der eine bessere Ausbildung und Arbeitsutensilien bereitstellen wird.
- Zivilgesellschaft: Hilfe für internationale und nationale Nichtregierungsorganisationen (NGO), die inter-ethnische Beziehungen fördern.

### Jahr 2004
Im Jahre 2004 waren Demokratie und Achtung der Gesetze, ökonomische und soziale Entwicklung, Justiz und Innenpolitik und Umwelt und Ressourcen die Hauptpunkte des Programms. Die EAR förderte ebenso die Ausbildung von Minderheiten um ihnen bessere Arbeitschancen in öffentlichen Einrichtungen zu ermöglichen. Gleichzeitig soll der Anteil der Minderheiten in öffentlichen Einrichtungen steigen.

### Jahr 2003
Im Jahre 2003 fokussierte sich die EAR auf die ökonomische und soziale Entwicklung. Das beinhaltete lokale Infrastrukturprojekte, berufliche Bildung und Ausbildung und die Schaffung von Humankapital in Unternehmen. Auf den Gebieten Justiz und Innenpolitik wurde die Stärkung der Verwaltung und Grenzkontrollen erreicht, indem eine Polizeiakademie aufgebaut wurde und ein Plan für Immigration und Asyl erarbeitet wurde.

### Jahr 2002
Im Jahre 2002 unterstützte die EAR das Justizwesen und den Sektor der Innenpolitik. Dies umfasst eine Reform der Legislative und inklusive einer Grenzüberwachungsreform. Außerdem stand der Kampf gegen Kriminalität und Immigration und Asyl auf der Aufgabenliste. Auch wurde die Stärkung der lokalen Verwaltung, der inter-ethnische Dialog und der Private- und Finanzsektor gestärkt.

### Jahr 2001
Im Dezember des Jahres 2001, nachdem der Europäische Rat den Einsatz beschlossen hatte, begann die EAR in Mazedonien zu arbeiten und eröffnete das Regionalzentrum in Skopje. Der Grund war der Wiederaufbau von zerstörten Gegenden.